# Shi Le
Shi Le (石勒) (274–333), nom de cortesia Shilong (世龍), formalment Emperador Ming dels Zhao (posteriors) ((後)趙明帝), va ser l'emperador fundador de l'estat jie/xinès dels Zhao posteriors.